# Liste der Monuments historiques in Huttenheim
Die Liste der Monuments historiques in Huttenheim führt die Monuments historiques in der französischen Gemeinde Huttenheim auf.

## Liste der Bauwerke
| Bezeichnung                   | Beschreibung                                                       | Standort                       | Kennzeichnung | Schutzstatus | Datum | Bild           |
| ----------------------------- | ------------------------------------------------------------------ | ------------------------------ | ------------- | ------------ | ----- | -------------- |
| Kreuzigungsgruppe             | Sandstein und Gusseisen, bezeichnet 1739                           | Rue de la Forêt (Lage)         | PA00084753    | Inscrit      | 1934  | weitere Bilder |
| Kapelle Notre-Dame-du-Grasweg | Chor vor 1420, Schiff von 1441, Wandmalereien des 15. Jahrhunderts | Rue du Premier Décembre (Lage) | PA67000055    | Inscrit      | 2002  | weitere Bilder |

## Liste der Objekte
| Bezeichnung                            | Beschreibung | Standort                                    | Kennzeichnung | Schutzstatus | Datum | Bild           |
| -------------------------------------- | --- | ------------------------------------------- | ------------- | ------------ | ----- | -------------- |
| Skulptur Heiliger Joachim              | Lindenholz, farbig gefasst und vergoldet, 18. Jahrhundert                                                                    | in der Kapelle Notre-Dame-du-Grasweg (Lage) | PM67001424    | Inscrit      | 2000  | weitere Bilder |
| Skulptur Heiliger Adelphus (?)         | Holz, farbig gefasst und vergoldet, vermutlich aus dem 16. Jahrhundert                                                       | in der Kapelle Notre-Dame-du-Grasweg (Lage) | PM67001422    | Inscrit      | 2000  |                |
| Skulptur Heilige Anna                  | Lindenholz, farbig gefasst und vergoldet, 18. Jahrhundert                                                                    | in der Kapelle Notre-Dame-du-Grasweg (Lage) | PM67001423    | Inscrit      | 2000  | weitere Bilder |
| Skulptur Sitzende Madonna mit Kind     | Holz, farbig gefasst und vergoldet, um 1420                                                                                  | in der Kapelle Notre-Dame-du-Grasweg (Lage) | PM67000139    | Classé       | 1967  | weitere Bilder |
| Pietà (Notre-Dame-du-Grasweg)          | Wallfahrtsbild; Holz, farbig gefasst und vergoldet, vermutlich aus dem 15. Jahrhundert, im 19. Jahrhundert stark restauriert | in der Friedhofskapelle (Lage)              | PM67001421    | Inscrit      | 2000  |                |
| Gemälde Heiliger Franziskus von Assisi | Ölfarbe auf Leinwand, 1784                                                                                                   | in der Kirche St-Adelphe (Lage)             | PM67001426    | Inscrit      | 2000  |                |
| Gemälde Heiliger Antonius von Padua    | Ölfarbe auf Leinwand, 1784                                                                                                   | in der Kirche St-Adelphe (Lage)             | PM67001425    | Inscrit      | 2000  |                |
| Tabernakel                             | mit Darstellung des Guten Hirten; Holz, vergoldet, 18. Jahrhundert                                                           | in der Kirche St-Adelphe (Lage)             | PM67000138    | Classé       | 1975  |                |